# Gran Bretagna ai XVIII Giochi olimpici invernali
La Gran Bretagna partecipò ai XVIII Giochi olimpici invernali, svoltisi a Nagano, Giappone, dal 7 al 22 febbraio 1998, con una delegazione di 34 atleti impegnati in sette discipline.